# Puente Narayani
El Puente Narayani (también llamado en nepalí: Narayani Pul) es un puente sobre la (Mahendra) autopista este-oeste de Nepal situado en la región central de ese país asiático. El puente conecta el municipio Gaindakot del Distrito Nawalparasi en la región occidental de Nepal, con Narayanghat (Bharatpur, Nepal), ciudad en la región central. Construido en la década de 1980, el puente sobre el río Narayani tiene unos 700 metros de longitud y es considerado como una de las líneas de vida comerciales más importantes del país.